# Why (альбом Moahni Moahna)
Why (рус. Почему) — второй студийный альбом шведской метал-группы Moahni Moahna, выпущенный 20 февраля 1997 года.

## Запись альбома
Записи альбома предшествовала сложная финансовая ситуация — у группы напряглись отношения с немецким лейблом «Rising Sun Records», задерживавшим выплаты по предыдущему релизу группы. Тем не менее, было принято решение записать альбом.
Запись и микширование альбома состоялись осенью 1996 года на студии «Red House Studio» в Бергефорсене, местечке близ Тимро. За некоторыми исключениями, весь материал альбома был подготовлен Хенриком и Томми. Тем не менее, в восьми песнях соавтором текста был Мартен, а одна песня — «King Kong Song» — являлась кавером на песню группы «ABBA». Мастеринг альбома проводился в «Cutting Room», Стокгольм.

## Список композиций
| №   | Название                           | Текст песни          | Музыка            | Длительность |
| --- | ---------------------------------- | -------------------- | ----------------- | ------------ |
| 1.  | «Tales Of Xet Sof»                 | Флаймен/Рен          | Флаймен/Рен       | 3:11         |
| 2.  | «They Were Never Even Meant To Be» | Флаймен/Рен/Хагстрём | Флаймен/Рен       | 4:02         |
| 3.  | «King Kong Song»                   | Андерссон/Ульвеус    | Андерссон/Ульвеус | 2:51         |
| 4.  | «The Melter Of Ice»                | Флаймен/Рен/Хагстрём | Флаймен/Рен       | 4:12         |
| 5.  | «Radio's To Blame»                 | Флаймен/Рен/Хагстрём | Флаймен/Рен       | 3:31         |
| 6.  | «Don't Try This At Home!»          | —                    | Флаймен/Рен       | 4:25         |
| 7.  | «The Past»                         | Флаймен/Рен/Хагстрём | Флаймен/Рен       | 4:04         |
| 8.  | «Bring Us Back»                    | Флаймен/Рен/Хагстрём | Флаймен/Рен       | 2:51         |
| 9.  | «I Lost It All»                    | Флаймен/Рен/Хагстрём | Флаймен/Рен       | 2:56         |
| 10. | «Angtoria»                         | Флаймен/Рен          | Флаймен/Рен       | 8:11         |
| 11. | «Why»                              | Флаймен/Рен          | Флаймен/Рен       | 0:42         |

## Участники записи
Moahni Moahna
- Мартен Хагстрём — вокал
- Хенрик Флаймен — гитара, бас-гитара, клавишные, вокал (хоры), запись, микширование, продюсирование
- Томми Рен — гитара, бас-гитара, клавишные, вокал (хоры), запись, микширование, продюсирование

Другие участники
- Томас Нордстрём — вокал (хоры))
- Патрик Андерссон — вокал (хоры))
- Стефан Янссон — вокал (хоры))
- Тони Кёнберг — вокал (хоры))
- Петер Даль — мастеринг
- Хелен Свенссон — фото, оформление